# Leptomeria ericoides
Leptomeria ericoides är en tvåhjärtbladig växtart som beskrevs av Friedrich Anton Wilhelm Miquel. Leptomeria ericoides ingår i släktet Leptomeria och familjen Amphorogynaceae. Inga underarter finns listade i Catalogue of Life.